# Discografia dei Three Days Grace
Qui di seguito sono elencate tutte le produzioni dei Three Days Grace.

## Album in studio
| Anno                                                                     | Album                                                               | Posizione più alta | Posizione più alta | Posizione più alta | Posizione più alta | Posizione più alta | Posizione più alta | Certificazioni                   |
| Anno                                                                     | Album                                                               | CAN                | AUS                | NZ                 | US                 | US Heat.           | US Rock            | Certificazioni                   |
| ------------------------------------------------------------------------ | ------------------------------------------------------------------- | ------------------ | ------------------ | ------------------ | ------------------ | ------------------ | ------------------ | -------------------------------- |
| 2003                                                                     | Three Days Grace - Data: 22 luglio 2003 - Etichetta: Jive Records   | 9                  | 47                 | 21                 | 69                 | 1                  | —                  | - CAN: Platino - US: Platino     |
| 2006                                                                     | One-X - Data: 13 giugno 2006 - Etichetta: Jive Records              | 2                  | —                  | —                  | 5                  | —                  | 2                  | - CAN: Platino (2) - US: Platino |
| 2009                                                                     | Life Starts Now - Data: 22 settembre 2009 - Etichetta: Jive Records | 2                  | 77                 | —                  | 3                  | —                  | 2                  | - CAN: Platino - US: Oro         |
| 2012                                                                     | Transit of Venus - Data: 2 ottobre 2012 - Etichetta: RCA            | 4                  | —                  | —                  | 5                  | 3                  | 3                  |                                  |
| 2015                                                                     | Human - Data: 31 marzo 2015 - Etichetta: RCA                        | 2                  | 63                 | —                  | 77                 | 34                 | —                  |                                  |
| 2018                                                                     | Outsider - Data: 9 marzo 2018 - Etichetta: RCA                      | 9                  | 49                 | 28                 | 16                 | 36                 | 38                 |                                  |
| "—" denotes releases that did not chart or not released to that country. |                                                                     |                    |                    |                    |                    |                    |                    |                                  |

## Demo
| Anno | Titolo                | Etichetta |
| ---- | --------------------- | --------- |
| 2000 | Three Days Grace Demo | Jive      |

## Singoli
| Anno | Titolo                      | Posizione più alta | Posizione più alta | Posizione più alta | Posizione più alta | Posizione più alta | Posizione più alta | Posizione più alta | Posizione più alta | Posizione più alta | Posizione più alta | Posizione più alta | Certificazioni       | Album di provenienza |
| Anno | Titolo                      | CAN                | CAN Alt.           | CAN Rock           | AUS                | NLD                | US                 | US Adult           | US Alt.            | US Main.           | US Pop             | US Rock            | Certificazioni       | Album di provenienza |
| ---- | --------------------------- | ------------------ | ------------------ | ------------------ | ------------------ | ------------------ | ------------------ | ------------------ | ------------------ | ------------------ | ------------------ | ------------------ | -------------------- | -------------------- |
| 2003 | I Hate Everything About You | —                  | —                  | —                  | 22                 | 84                 | 55                 | —                  | 2                  | 4                  | 28                 | —                  | - US: Platino        | Three Days Grace     |
| 2003 | Just Like You               | —                  | —                  | —                  | —                  | —                  | 55                 | —                  | 1                  | 1                  | —                  | —                  |                      | Three Days Grace     |
| 2004 | Home                        | —                  | —                  | —                  | —                  | —                  | 90                 | —                  | 7                  | 2                  | —                  | —                  |                      | Three Days Grace     |
| 2006 | Animal I Have Become        | —                  | —                  | —                  | —                  | —                  | 60                 | —                  | 1                  | 1                  | —                  | —                  | - CAN: Oro - US: Oro | One-X                |
| 2006 | Pain                        | 52                 | —                  | —                  | —                  | —                  | 44                 | —                  | 1                  | 1                  | —                  | —                  | - CAN: Oro - US: Oro | One-X                |
| 2007 | Never Too Late              | 30                 | —                  | —                  | —                  | —                  | 71                 | 13                 | 2                  | 1                  | 12                 | —                  | - US: Oro            | One-X                |
| 2007 | Riot                        | 65                 | —                  | —                  | —                  | —                  | —                  | —                  | 21                 | 12                 | —                  | —                  |                      | One-X                |
| 2009 | Break                       | 26                 | 3                  | 1                  | —                  | —                  | 73                 | —                  | 4                  | 1                  | —                  | 1                  |                      | Life Starts Now      |
| 2010 | The Good Life               | 52                 | 5                  | 3                  | —                  | —                  | 101                | —                  | 4                  | 1                  | —                  | 1                  |                      | Life Starts Now      |
| 2010 | World So Cold               | 94                 | 14                 | 3                  | —                  | —                  | 114                | —                  | 13                 | 1                  | —                  | 3                  |                      | Life Starts Now      |
| 2011 | Lost in You                 | 37                 | 11                 | 4                  | —                  | —                  | 117                | 23                 | 18                 | 7                  | —                  | 17                 |                      | Life Starts Now      |
| 2012 | Chalk Outline               | 65                 | 11                 | 1                  | —                  | —                  | 106                | —                  | 15                 | 1                  | —                  | 7                  |                      | Transit of Venus     |
| 2013 | The High Road               | 69                 | 15                 | 1                  | —                  | —                  | —                  | —                  | 24                 | 1                  | —                  | 32                 |                      | Transit of Venus     |
| 2013 | Misery Loves My Company     | —                  | 47                 | 17                 | —                  | —                  | —                  | —                  | —                  | 1                  | —                  | 49                 |                      | Transit of Venus     |
| 2014 | Painkiller                  | 86                 | 33                 | 3                  | —                  | —                  | —                  | —                  | —                  | 1                  | —                  | 24                 |                      | Human                |
| 2014 | I Am Machine                | —                  | 46                 | 9                  | —                  | —                  | —                  | —                  | 38                 | 1                  | —                  | 20                 |                      | Human                |
| 2015 | Human Race                  | —                  | —                  | 32                 | —                  | —                  | —                  | —                  | —                  | 3                  | —                  | 37                 |                      | Human                |
| 2015 | Fallen Angel                | —                  | —                  | 29                 | —                  | —                  | —                  | —                  | —                  | 12                 | —                  | —                  |                      | Human                |
| 2018 | The Mountain                | —                  | —                  | 11                 | —                  | —                  | —                  | 14                 | —                  | 1                  | —                  | —                  |                      | Outsider             |

## Videografia

### Album video
| Anno | Titolo             | Data           | Etichetta |
| ---- | ------------------ | -------------- | --------- |
| 2008 | Live at the Palace | 19 agosto 2008 | Jive      |

### Video musicali
| Anno | Titolo                      | Regista         |
| ---- | --------------------------- | --------------- |
| 2003 | I Hate Everything About You | Scott Winig     |
| 2003 | Just Like You               | Scott Winig     |
| 2004 | Home                        | Dean Karr       |
| 2006 | Animal I Have Become        | Dean Karr       |
| 2006 | Pain                        | Tony Petrossian |
| 2007 | Never Too Late              | Tony Petrossian |
| 2009 | Break                       | P. R. Brown     |
| 2010 | The Good Life               | Michael Maxxis  |
| 2012 | Chalk Outline               | Shane Drake     |
| 2013 | Misery Loves My Company     |                 |
| 2014 | I Am Machine                |                 |
| 2015 | Human Race                  |                 |
| 2018 | The Mountain                |                 |